# Ganzedijk

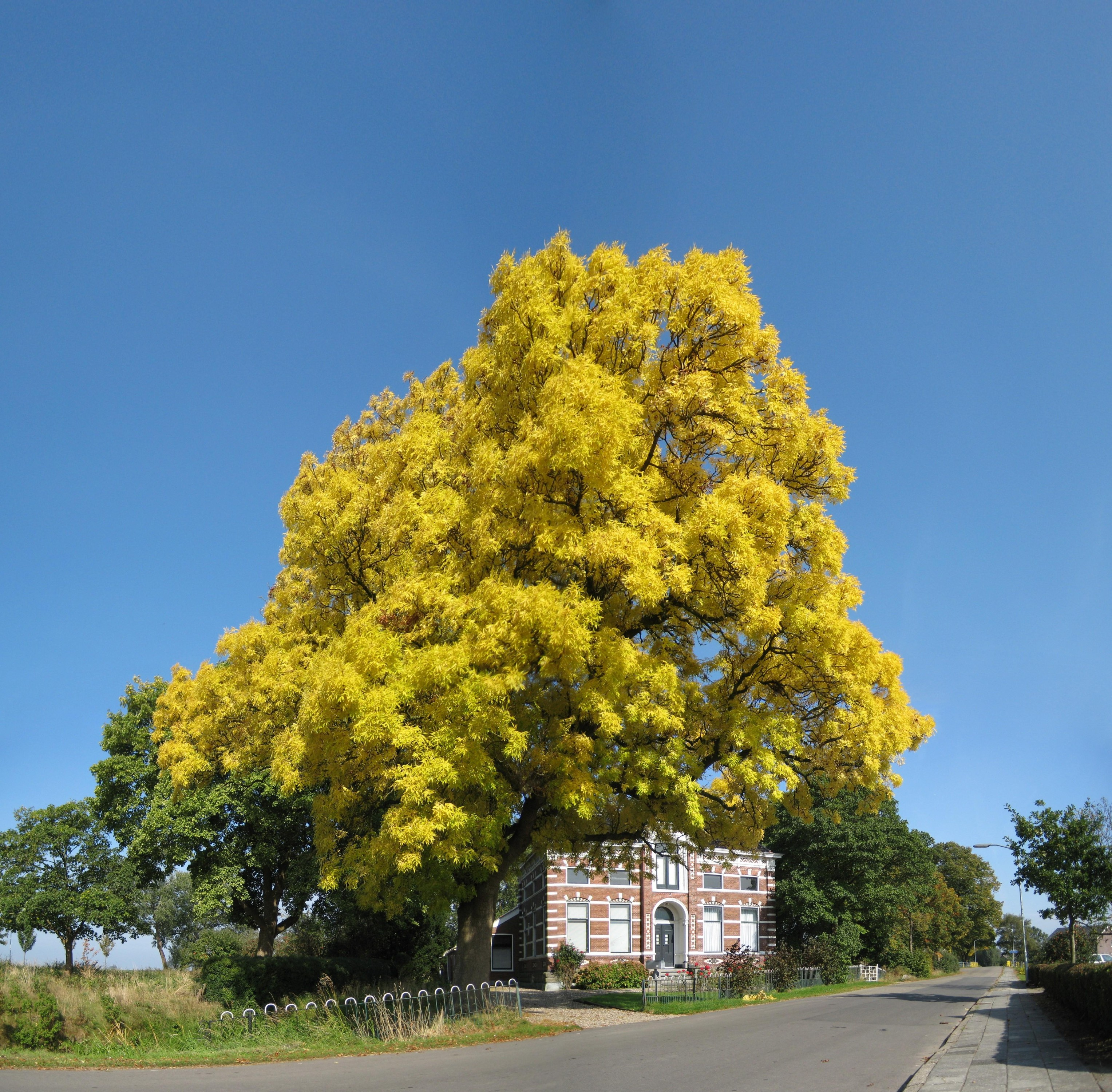
Ganzedijk, straatbeeld (2008)

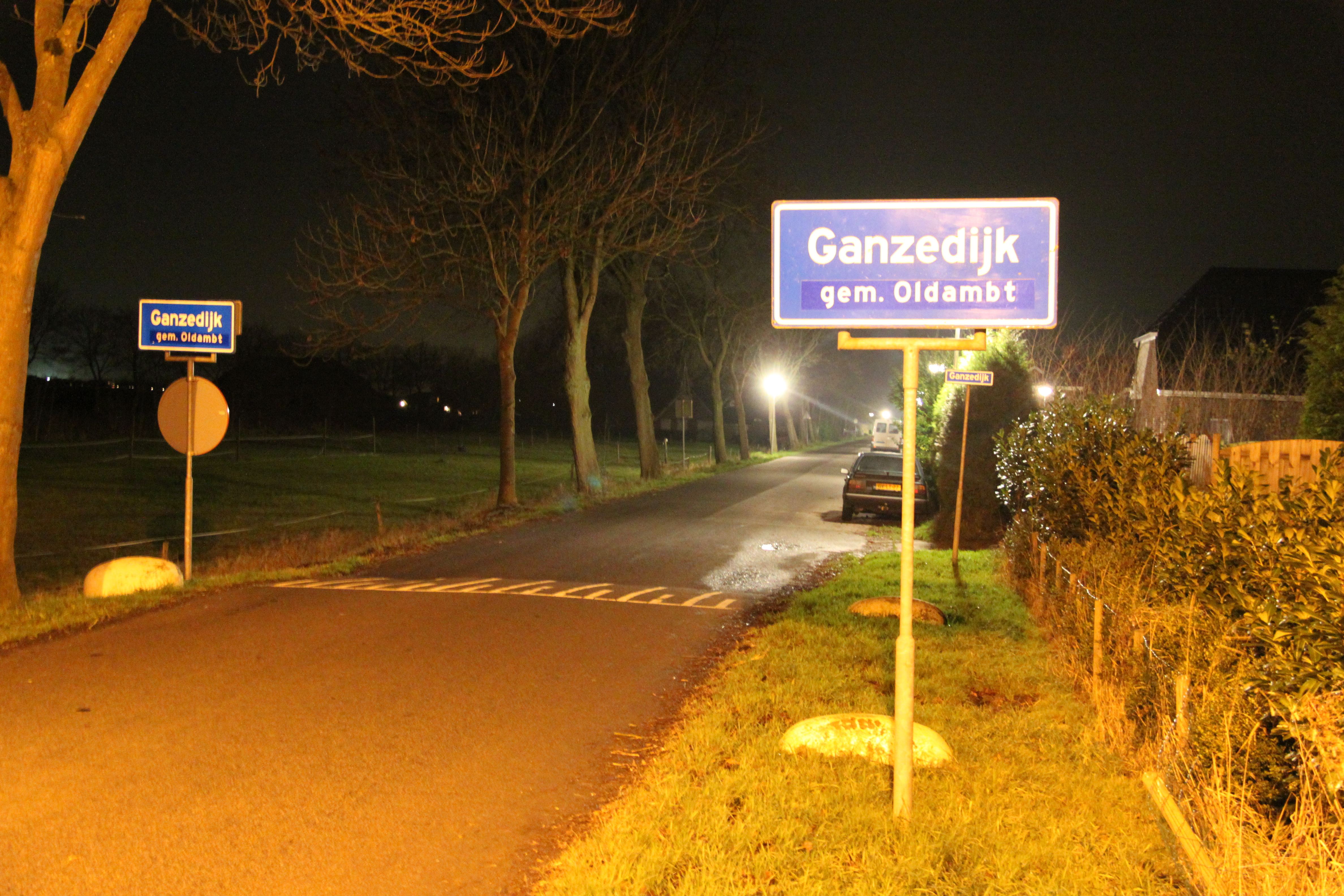
Kombord van Ganzedijk (2011)

Ganzedijk (Gronings: Ganzediek) is een buurtschap in de gemeente Oldambt in de provincie Groningen (Nederland). Het ligt iets ten noordoosten van Finsterwolde bij de buurtschappen Finsterwolderhamrik en Hongerige Wolf.

## Geschiedenis
De buurtschap Ganzedijk ontstond in de loop van de achttiende eeuw toen zich landarbeiders, vissers en kleine boeren langs de Dollarddijk vestigden. De kerkboeken vermelden vanaf 1729 mensen die woonden bij de Dijk, vanaf 1764 bij de Oosterdijk.
De naam Ganzedijk (1720: Garst dijck) duikt pas na 1800 geregeld in de bronnen op. Hij is misschien ontleend aan een middeleeuwse keileemopduiking of garst, die werd gebruikt als akkerland, maar zou ook kunnen verwijzen naar het zandige materiaal waarvan de dijk was gemaakt. De schoolmeester van Finsterwolde berichtte in 1828 dat het gehucht vroeger Garstdijk heette, maar dat het in zijn tijd zo genoemd werd "naar de menigvuldige ganzen, die gemakkelijk op het buitenland konden grazen, en die den bewoners, wier huizen nevens den dijk staan, tot hun bestaan dienden".
De dijk zelf liep verder door naar het westen voorbij de Modderlanden en in de richting van de Kerkeweg. Hier omsloot de dijk het middeleeuwse kerkhof van Finsterwolde, waarna hij via de zuidwending naar het zuiden afboog en aansloot bij de Musedijck ('muizendijk') of Moesdijk direct ten noorden van het huidige dorp. In de volksmond sprak men ook wel over Museldijk. De hogere zandgronden ten noorden van het dorp lagen grotendeels buitendijks.
De eerste school, gesticht omstreeks 1819, stond vlak bij de Beertsterzijl (nu Hongerige Wolf). In 1854 verrees een nieuwe school in het dorp zelf. In het aangrenzende deel van Finsterwolderhamrik of Achterhamrik stonden al voor 1800 twee boerderijen. De indijking van de Finsterwolderpolder in 1819 verschafte de landarbeiders nieuwe werkgelegenheid.
Het dorp grenst aan het vroegere Beertsterdiep, dat hier oorspronkelijk via het Beertsterzijl in zee uitmondde. Sinds 1874 ging het om een binnensluis, die werd in 1974 vervangen door het gemaal De Hongerige Wolf. Bij die gelegenheid werd het kanaaltracé door de Vledderlanden gedempt.

## Sloopplannen en opknapbeurt

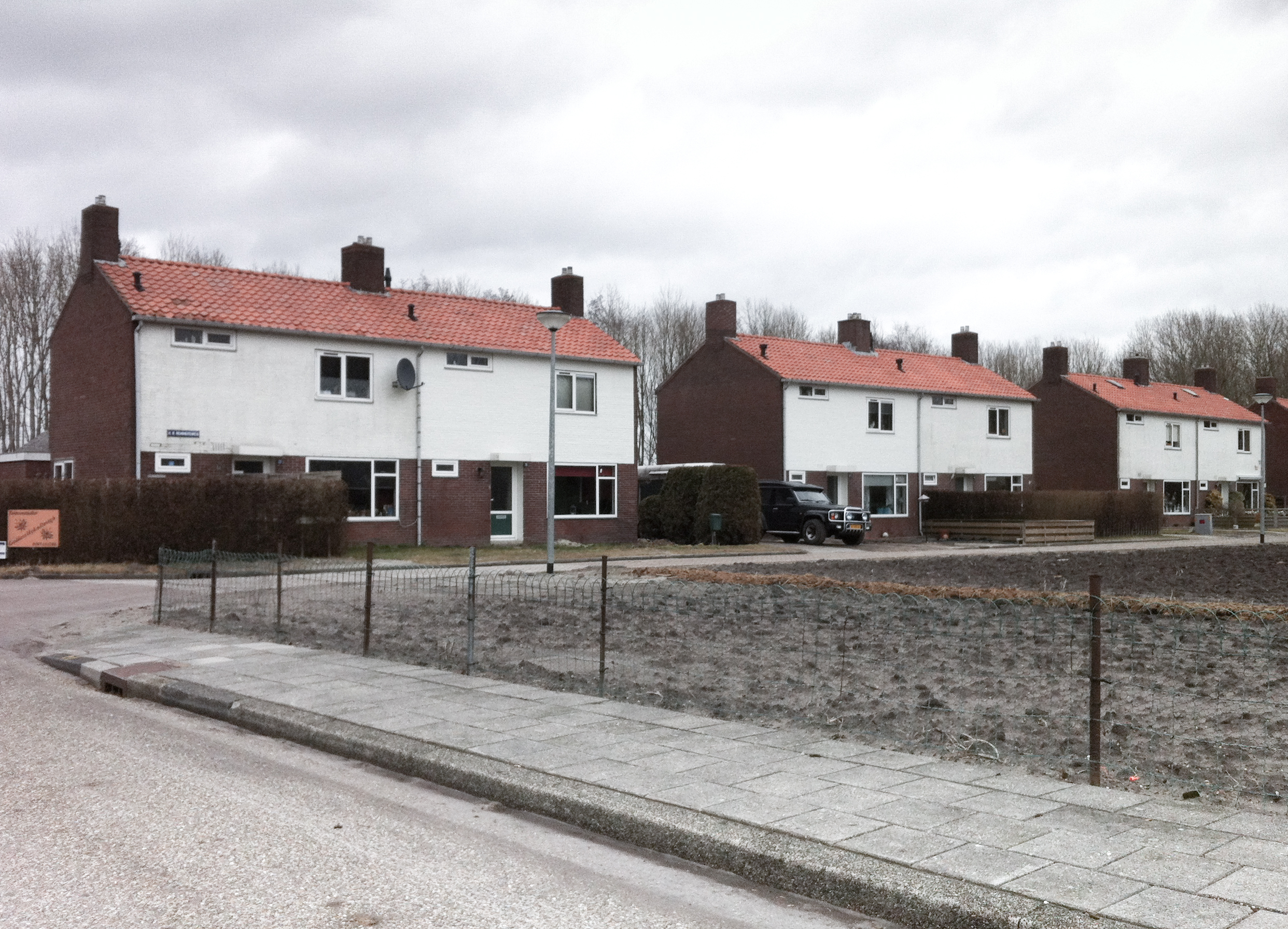
Rijtjeshuizen uit de jaren 1960 aan de H.R. Remmersweg. Het plan was om deze huizen te slopen, maar uiteindelijk werden de huizen van binnen gerenoveerd.

In de jaren vijftig en zestig van de twintigste eeuw groeide Ganzedijk uit zijn voegen. Er werd hier een groot aantal sociale woningen gebouwd ter vervanging van armoedige landarbeiderswoningen elders in Finsterwolde, Na bijna een halve eeuw waren deze woningen veelal in slechte staat. De gemeente Reiderland werkte sinds ongeveer 2006 aan een saneringsplan voor de verouderde woningvoorraad.
Op 11 februari 2008 kwamen plannen in de openbaarheid om de 57 woningen van Ganzedijk te slopen en het gehucht op te heffen aangezien het een "spookdorp" zou zijn geworden. Een architectenbureau, dat in opdracht van de gemeente Reiderland, de provincie Groningen en de regionale woningbouwcorporatie Acantus onderzoek deed naar de toekomst van het dorp, concludeerde dat het dorp ten dode was opgeschreven en dat sloop van de in slechte staat verkerende woningwetwoningen onontkoombaar was. De bewoners van Ganzedijk verzetten zich tegen deze - in hun ogen - voorbarige conclusie. Het provinciebestuur zette het plan voorlopig in de ijskast. De bewoners mochten zelf plannen voor de toekomst van het dorp ontwikkelen, die betrokken werden bij de besluitvorming. Naar aanleiding van deze affaire zegde de PvdA-fractie van Reiderland het vertrouwen in de eigen wethouder Ruud Hietbrink op, die vervolgens zijn ontslag aanbood.
Op 29 oktober 2008 presenteerden de bewoners hun alternatieve plan, Energiek Ganzediek (Niks hoezen plat), opgesteld door het actiecomité 'Ganzedijk Blijft'. De bewoners wilden dat het dorp zelf in zijn energie kon voorzien. Ook streefden zij naar de vestiging van een hotel en een winkel. Volgens de Stuurgroep Ganzedijk (bestaande uit gedeputeerde Pim de Bruyne, waarnemend burgemeester Lo van Kats, wethouder ad interim Auke ten Hoeve en bestuurder-directeur van Acantus, Harry Kremer) was partiële sloop echter nog steeds niet van tafel.
Een jaar later werd alsnog besloten Ganzedijk te handhaven. Ongeveer 20% van de huurwoningen en 30% van de koopwoningen is verdwenen en de rest is opgeknapt. Deze percentages komen overeen met wat ook in andere dorpen in het krimpgebied gebeurt. In tegenstelling tot deze andere dorpen kregen de eigenaren van de overige koopwoningen hulp bij het aanvragen van subsidie voor het tegen kostprijs opknappen van hun huizen. Er werd een leefbaarheidsproject van gemaakt, waarbij ook een aantal woningen werden gesloopt en waarbij ook een vlindertuin en een speeltuin werden aangelegd. Het hele project kostte 2,2 miljoen euro. In opdracht van de Stuurgroep Experimenten Volkshuisvesting (SEV) is de gang van zaken in 2011 geëvalueerd. De conclusie van het rapport luidde: "De oplossing in Ganzedijk is sociaal een succes, maar de kosten zijn hoog. Daarmee is deze aanpak maar beperkt inzetbaar in andere krimpgebieden."

## Oost-Finsterwolde
In 1826 werden in het land van Douwe Harms Mulder de resten gevonden van een middeleeuwse kerk met aangebouwde toren of poortgebouw. In de kerk vond men veel skeletresten en twee sarcofagen met kruisen en bakstenen overwelving. Met het opgegraven puin werd in 1844 de Hoofdweg door Nieuw-Beerta verhard. Volgens andere berichten leek de plattegrond op die van de kerk en de (inmiddels verdwenen) toren van Woldendorp. Acker Stratingh en Venema brengen in hun bekende boek De Dollard deze in 1826 gevonden fundamenten in verband met het verdwenen kerkdorp Oost-Finsterwolde. De opstrekkende heerd was tot 1821 in het bezit van de Nederlands-Hervormde kerk van Finsterwolde en ligt hemelsbreed ca. 1000 meter ten oosten van de kerk. Het dorp Oost-Finsterwolde was nog omstreeks 1475 min of meer intact, maar werd in 1501 voorzien van de opmerking aqua destructa (vernield door het water). Een aantal boerderijen verhuisde zuidwaarts naar Veenhuizen, waar zich mogelijk ook een voorwerk van het klooster Palmar bevond. Al in 1435 sloot de stad Groningen verdragen met een aantal Oldambtster dorpen, waaronder ook Oost-Finsterwolde of Veenhuizen. De restanten van deze buurtschap liggen direct ten noorden van de Tjamme. Later verhuisden de bewoners weer terug richting Ganzedijk. Op grond van dit alles valt aan te nemen dat men in 1826 inderdaad de kerk van Oost-Finsterwolde heeft gevonden.

## Bezienswaardigheden
- Udema's molen